# Area marina protetta Cinque Terre
L'area naturale marina protetta Cinque Terre è un'area naturale protetta istituita con decreto del Ministero dell'ambiente il 12 dicembre 1997 nell'area marina compresa tra Punta Mesco a ovest e Punta di Montenero a est, di fronte al Parco nazionale delle Cinque Terre.
Nel 2011, con decreto 20 luglio 2011 pubblicato nella Gazzetta Ufficiale n.266 del 15 novembre 2011, è approvata una nuova perimetrazione dell'area marina protetta.

## Subacquea
La riserva riveste un grande interesse per la subacquea, con alcuni punti di immersione di interesse naturalistico.
Alcuni punti di immersione sono:
- la Via dell'Amore
Ci si immerge sul cappello della secca da circa 15 metri di profondità, su fondale detritico fino ai 18 metri, per poi scendere fino ai 32, a fianco di una parete rocciosa ricca di aragoste e gorgonie[4].
- il Panettone
In corrispondenza della Punta di Montenero si parte da un fondale detritico a 9 metri di profondità per poi scendere fino ad un pinnacolo ricco di gorgonie. Dopo di questo si incontra la secca, dai 35 ai 25 metri di profondità, ricca di aragoste, saraghi e gorgonie[5].
- la franata di Corniglia
Di fronte a Corniglia si scende fino ad una profondità massima di 18 metri, accessibile quindi a qualsiasi tipologia di brevetto. Qui si trovano murene, gronghi, aragoste e re di triglie, numerose donzelle e begli esemplari di Pinna nobilis[6].